# Matryca światłoczuła

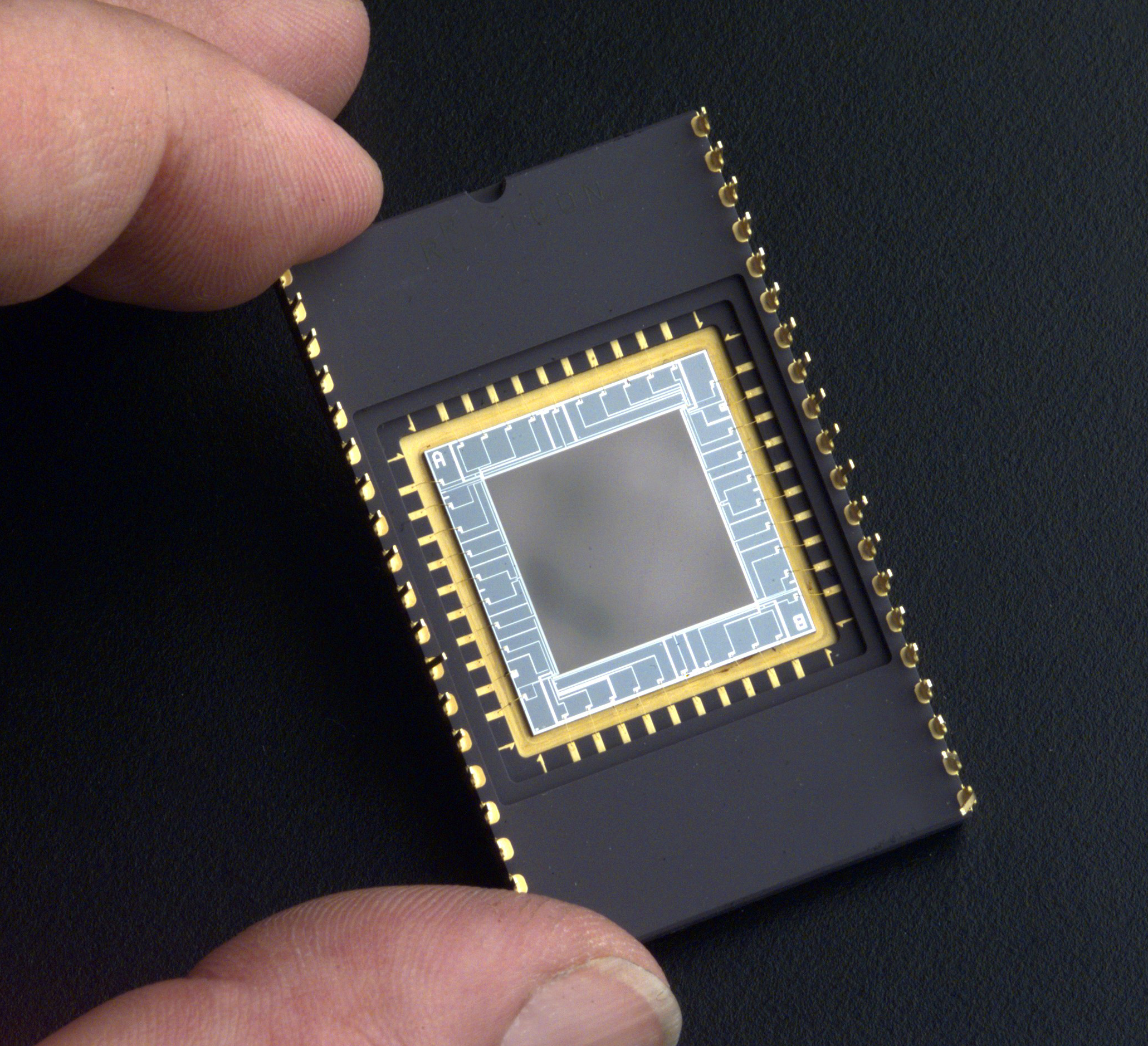
Matryca CCD używana do tworzenia obrazów promieniowania nadfioletowego

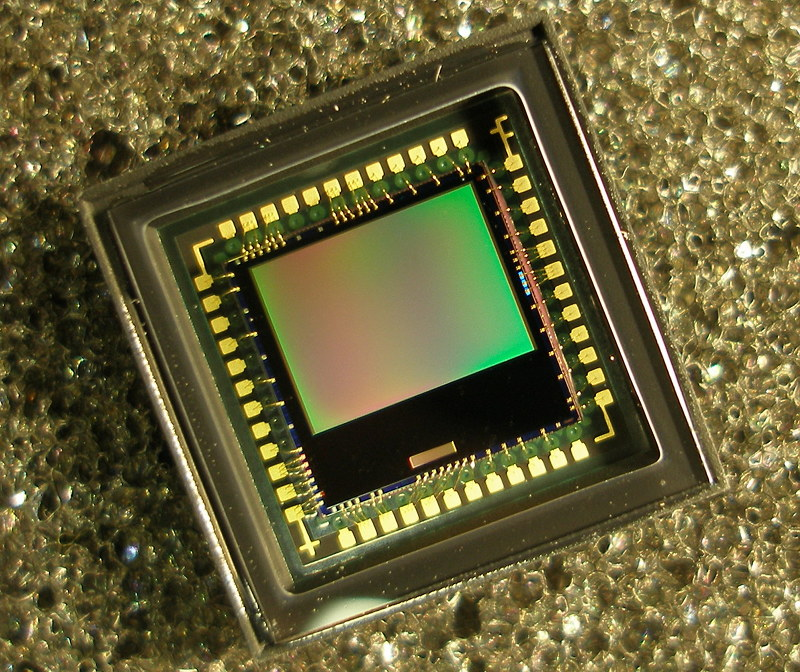
Matryca CMOS

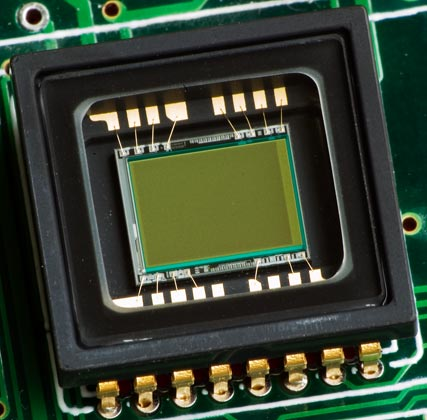
Matryca CCD

Matryca światłoczuła, przetwornik fotoelektryczny, przetwornik światłoczuły – układ wielu elementów światłoczułych przetwarzających padający przez obiektyw obraz na sygnał elektryczny, stosowany w aparatach cyfrowych. Jest to płytka krzemowa, zawierająca elementy światłoczułe (w każdym elemencie światłoczułym znajduje się fotodioda odpowiedzialna za mierzenie natężenia światła), pokryte filtrem CFA (ang. color filter array) w celu rejestracji kolorów. Ponadto matryca światłoczuła pokrywana jest specjalnym zestawem filtrów odcinających fale światła podczerwonego.

## Rodzaje
- CCD (od ang. charge-coupled device) – układ wielu elementów światłoczułych, z których każdy rejestruje, a następnie pozwala odczytać sygnał elektryczny proporcjonalny do ilości padającego na niego światła
- CMOS (od ang. complementary metal–oxide–semiconductor) – układ wielu elementów światłoczułych wykonany w technologii CMOS

## Rozmiary
| Typ    | Proporcje | Długość [mm] | Szerokość [mm] | Przekątna [mm] | Powierzchnia [mm²] | Powierzchnia względna | Mnożnik ogniskowej |
| ------ | --------- | ------------ | -------------- | -------------- | ------------------ | --------------------- | ------------------ |
| 1/6"   | 4:3       | 2,30         | 1,73           | 2,88           | 3,98               | 1,00                  | 21,65              |
| 1/4"   | 4:3       | 3,20         | 2,40           | 4,00           | 7,68               | 1,93                  | 10,81              |
| 1/3.6" | 4:3       | 4,00         | 3,00           | 5,00           | 12,0               | 3,02                  | 8,65               |
| 1/3.2" | 4:3       | 4,54         | 3,42           | 5,68           | 15,5               | 3,89                  | 7,61               |
| 1/3"   | 4:3       | 4,80         | 3,60           | 6,00           | 17,3               | 4,34                  | 7,21               |
| 1/2.7" | 4:3       | 5,27         | 3,96           | 6,59           | 20,9               | 5,24                  | 6,44               |
| 1/2"   | 4:3       | 6,40         | 4,80           | 8,00           | 30,7               | 7,72                  | 5,41               |
| 1/1.8" | 4:3       | 7,18         | 5,32           | 8,93           | 38,2               | 9,59                  | 4,84               |
| 2/3"   | 4:3       | 8,80         | 6,60           | 11,0           | 58,1               | 14,6                  | 3,93               |
| 1"     | 4:3       | 12,8         | 9,60           | 16,0           | 123                | 30,9                  | 2,72               |
| 4/3"   | 4:3       | 18,0         | 13,5           | 22,5           | 243                | 61                    | 2,0                |
| APS-C  | 3:2       | 25,1         | 16,7           | 30,1           | 419                | 105                   | 1,52               |
| 35MM   | 3:2       | 36,0         | 24,0           | 43,3           | 864                | 217                   | 1,00               |
| 645    | 4:3       | 56,0         | 41,5           | 69,7           | 2 324              | 584                   | 0,614              |

Kolumna „Typ” zawiera oznaczenia wywodzące się od stosowanych dawniej lamp analizujących. Liczby te określały średnicę zewnętrzną lampy. Pole obrazowe lampy o średnicy 1 cala miało przekątną 16 mm, co stanowiło podstawę do dalszych obliczeń.